# 大蝦蟇

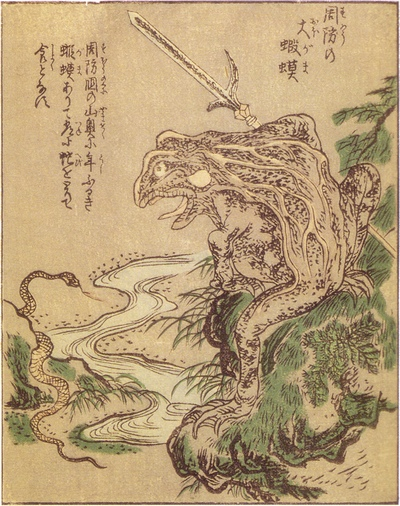
竹原春泉画『絵本百物語』より「周防の大蟆」

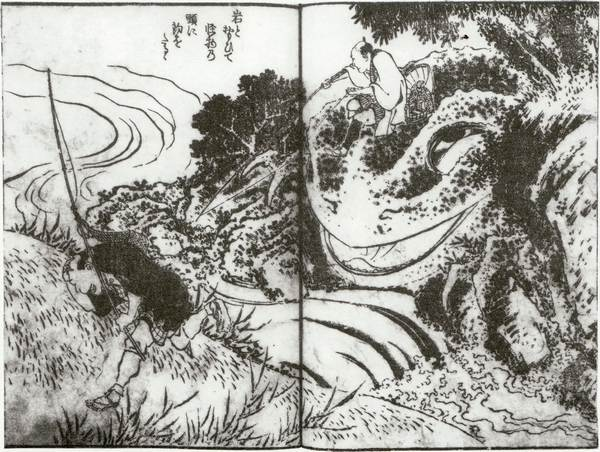
葛飾北斎画『北越奇談』より「岩とおもひて怪物の頭に釣をたるゝ」

大蝦蟇（おおがま）は、江戸時代の奇談集『絵本百物語』、北陸地方の奇談集『北越奇談』などに見られる巨大なガマガエルの怪異。
妖山中に棲息する野生動物は通常の野外のものよりもずっと巨大なものもあることから、このような巨大なガマの伝承が生まれたと考えられている。また、ガマガエルが妖怪視されたことについては、カエルが長い舌で虫などを捕える様子が、あたかも虫がカエルの口の中に吸い込まれるようにも見えるため、こうしたカエルやガマが人間の精気を吸うなどの怪異のあるものと考えられたとの解釈もある。

## 古典
天竺徳兵衛韓噺
享和4年7月（1804年8月）には江戸河原崎座で鶴屋南北作、初代尾上松助主演『天竺徳兵衛韓噺』（天竺徳兵衛）にて大蝦蟇が登場し好評を博した。
絵本百物語
「周防の大蟆」（すおうのおおがま）と題されている。『絵本百物語』本文によれば、周防国の岩国山（現・山口県岩国市）の山奥に住む大蝦蟇で、体長は約8尺（約2.4メートル）。口から虹のような気を吐き、この気に触れた鳥や虫たちを口の中へと吸い込み、夏には蛇を食べるとある。また挿絵ではこの蝦蟇は槍を手にしているが、この槍で人を襲ったとの説もある。
北越奇談
越後国村松藩（現・新潟県五泉市）で、藤田という武士が河内谷の渓流で釣り場を捜していたところ、山深くの淵のそばに突起だらけの3畳ほどの岩場を見つけ、絶好の釣り場と思い、その上でしばらく釣り糸を垂れていた。
川向かいでも別の武士が釣りをしていたが、その武士は急に帰り支度を始め、藤田に手真似で「早く帰れ」と示して逃げ去った。藤田も不安を感じ、釣り道具を片付けてその武士を追って理由を尋ねたところ「気づかなかったか? 貴行が先ほどまで乗っていたものが、火のように赤い目玉を開き、口をあけてあくびをしたのだ」と恐れながら答えた。
再び2人が元の場所へ戻ってみたところ、藤田の乗っていた岩とおぼしきものは跡形もなく消え失せていた。あれは岩ではなく大蝦蟇であり、突起と思ったものは蝦蟇のイボだったと推測されたという。

## 大蝦蟇にちなんだ作品
小説
- 京極夏彦『周防大蟆』（前巷説百物語に収録）